# Colleen Lee
Colleen Lee Ka-ling (李嘉齡, née le 11 octobre 1980) est une pianiste de Hong Kong qui a remporté le 6e prix du 15e concours international de piano Frederic Chopin en 2005. 

## Biographie
Colleen Lee  commence ses cours de piano à l'âge de quatre ans puis avec Eleanor Wong lors de son admission à l'Académie des arts de la scène de Hong Kong deux ans plus tard. Elle obtient le bachelor en 2001 et son diplôme professionnel en 2003. Ensuite, elle étudie avec Arie Vardi à la Hochschule de Hanovre, en Allemagne. 
Elle donne de nombreux récitals sur presque tous les continents, du Carnegie Hall à New York au Manoir de Chopin en Pologne, et collabore avec de nombreux grands orchestres, interprétant des œuvres de Bach à des créations mondiales de Tjeknavorian et autres. Elle est artiste invitée à des festivals en Autriche (Carinthie), en France (Festival Pablo Casals), en Allemagne (Meissen, Goslar), en Italie ( Assise ), en Hollande (Holland Music Sessions) et en Pologne (Antonin, Chopin Duszniki Zdroj), et retransmise à la radio à Hong Kong, en Pologne, en Allemagne, en Italie, en Écosse et aux États-Unis. 
Elle est considérée comme une pianiste de premier plan à Hong Kong et joue dans les nouveaux maîtres sur la série Tour Concertgebouw, Amsterdam et Den Haag ; ainsi qu'à New York, San Francisco et Tel-Aviv (avec le Philharmonique d'Israël) parmi d'autres lieux prestigieux. 
En 2005, elle reçoit le 6e prix du Concours international de piano Frédéric-Chopin et, en 2006, le 6e prix du concours international de piano Gina Bachauer. Elle reçoit également la mention élogieuse du Bureau des affaires intérieures en 2004 et de même pour le service communautaire du directeur général en 2006, en reconnaissance de ses réalisations exceptionnelles dans le domaine de la musique.

## Autres
Colleen Lee enregistre régulièrement pour RTHK Radio 4 tant pour les récitals que pour les séries de chambre. En outre, elle figure parmi les artistes présentés dans la série à succès Outstanding Young Chinese Musicians Series (2006), ainsi que parmi les dix musiciens exceptionnels de Hong Kong présentés dans le CD et le programme "Gifted" programmé par RTHK 4 pour célébrer les 10 ans de l’établissement de la RAS de Hong Kong. Son premier CD, un album entièrement composé de Chopin, enregistré à Varsovie avec le Pleyel Piano est publié par l’ Institut Fryderyk Chopin en 2006. En février 2008, elle enregistre son deuxième CD, incluant diverses sonates pour Domenico Scarlatti. 
Elle a également été lauréate du Concours international de piano Paloma O'Shea à Santander, en Cantabrie, en Espagne. [réf. nécessaire]